# 얄룽 계곡

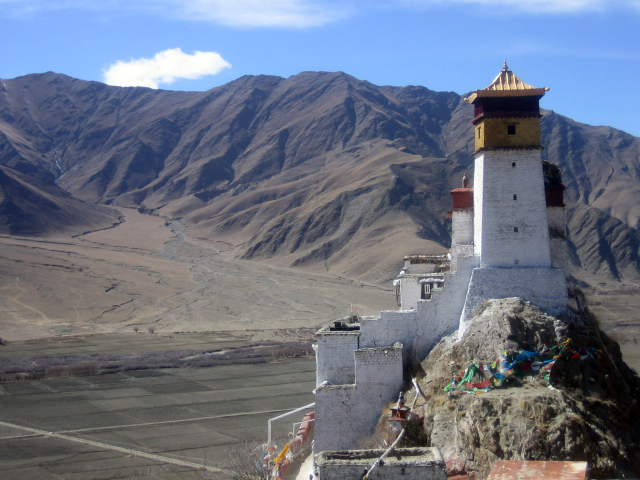
융불라캉궁

얄룽 계곡(Yarlung Valley)은 얄룽창포강에 의해 형성된 계곡 중, 얄룽창포강이 총예강과 만나는 부분과 그 일대의 폭 2 킬로미터 정도의 평야를 가리키는 말이다. 중화인민공화국 티베트 자치구 산난시 나이동구에 소재한다. 샨난시의 중심지이며 티베트 최대 도시들 중 하나인 체탕이 얄룽 계곡 안에 존재한다.
본래 숲이 우거지고 농사에 알맞은 곳이었다. 체탕은 사과와 배가 특산물이다.
얄룽 계곡 및 그와 만나는 총예 계곡은 토번 제국 시절 첸포(황제)를 지낸 얄룽 왕조가 태동한 곳으로, 이들 왕조 구성원들은 이 계곡 일대에서 인도 및 부탄으로 통하는 중요한 교역로를 장악했다. 송첸 감포 첸포의 치세에 수도가 얄룽에서 오늘날의 라싸로 옮겨졌다.

## 같이 보기
- 총예 계곡